# Massís de Garraf
El massís de Garraf o massís del Garraf, està situat a la Serralada Litoral Catalana. Ocupa una àrea triangular entre la vall del Llobregat, la depressió del Penedès i la Mediterrània i constitueix un conjunt de muntanyes baixes, amb alçàries màximes al voltant dels 600 metres. El massís de Garraf perd alçària cap a ponent i desapareix prop del Vendrell, on la depressió litoral es veu limitada pel mar. El massís presenta una superfície de prop de 9967 ha, que orogràficament va des del nivell del mar fins als 657 metres del cim de Montau (Begues). Les muntanyes de Garraf són, majoritàriament, de tipus calcari amb molts avencs i coves. El margalló és una espècie habitual al massís de Garraf.

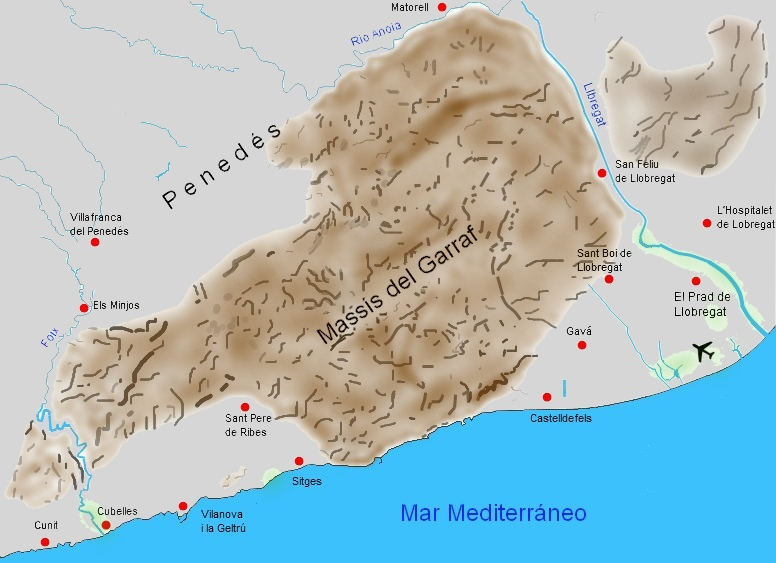
Mapa del massís de Garraf

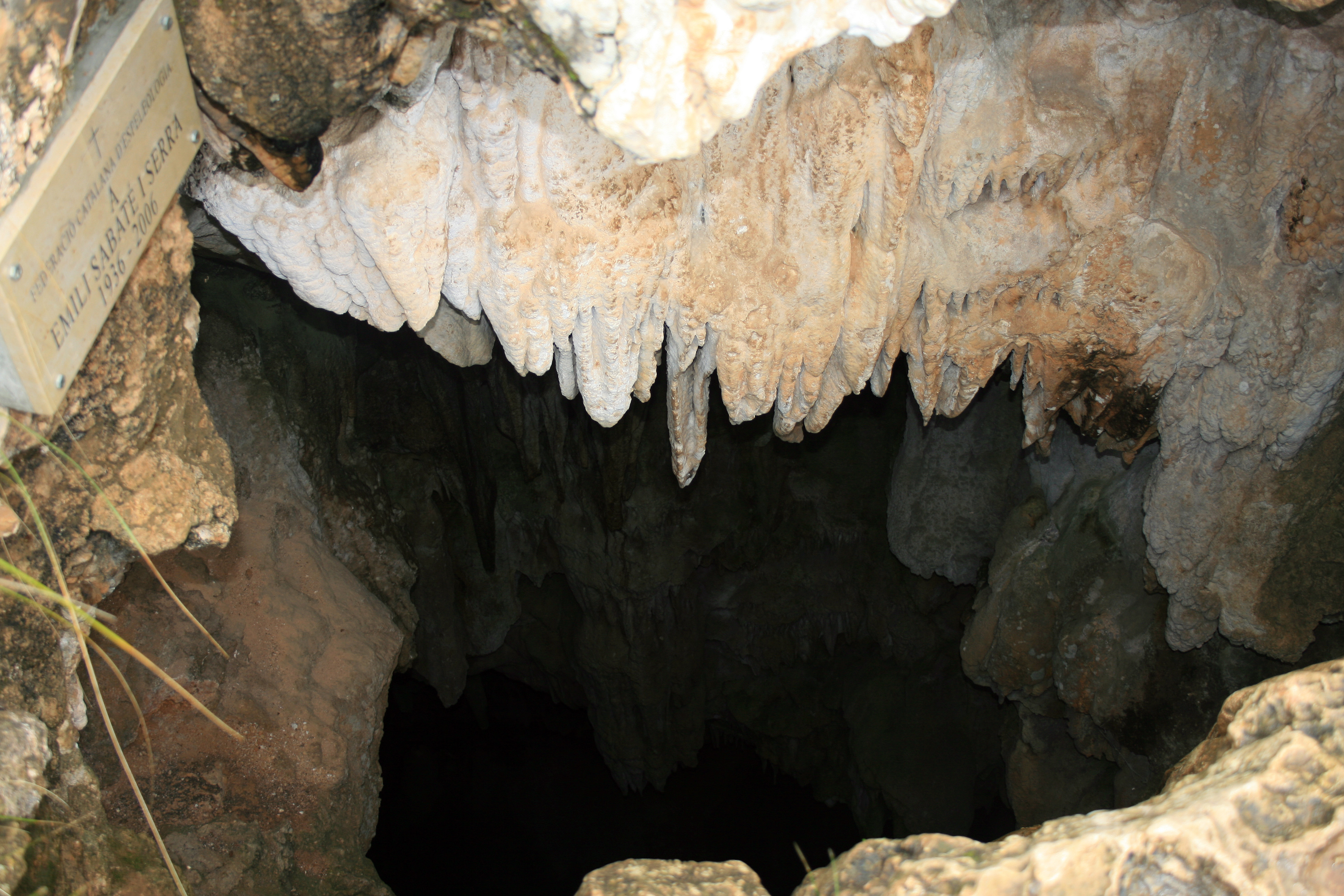
Avenc al massís de Garraf

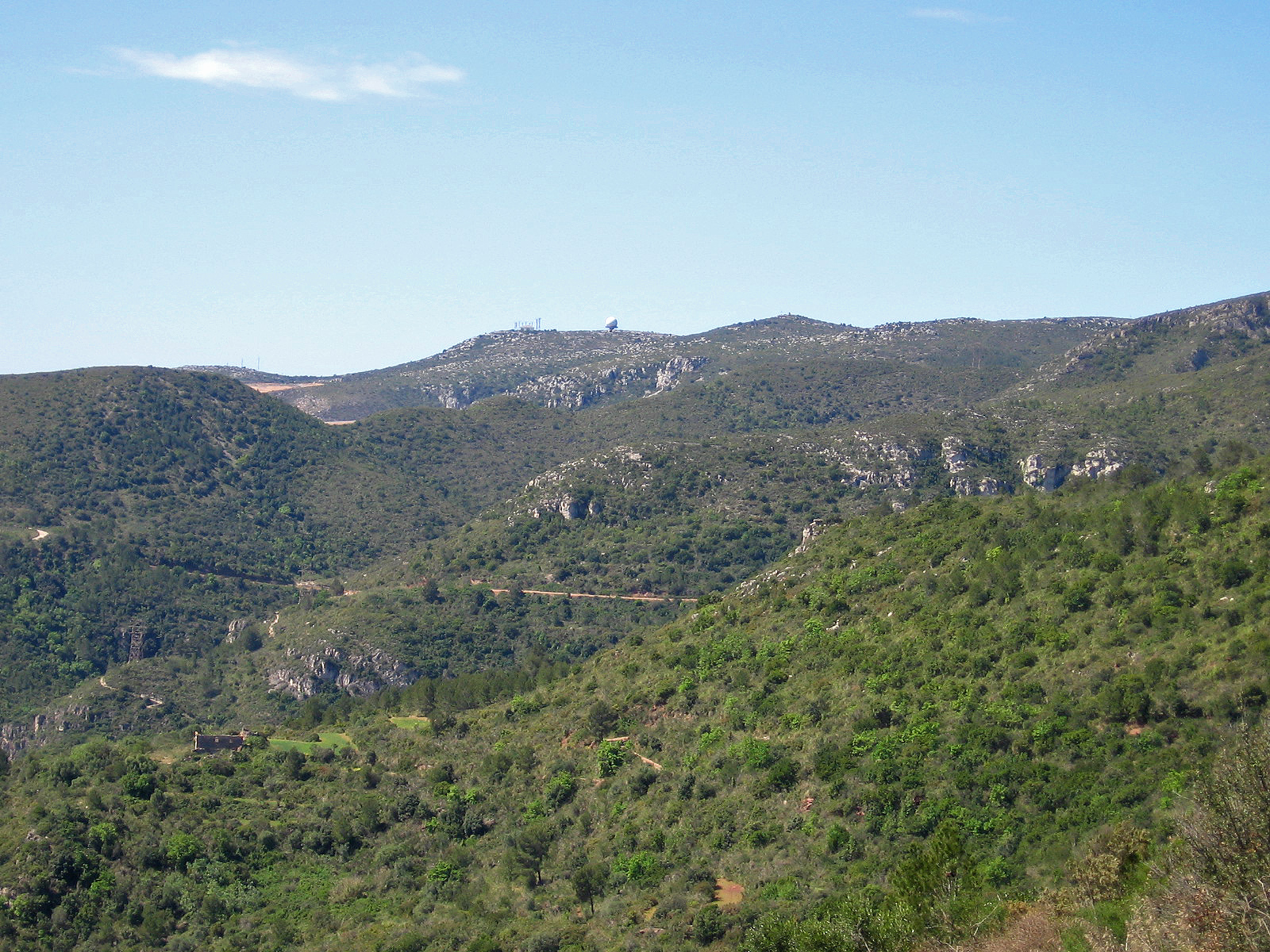
Massís de Garraf, des del castell d'Eramprunyà mirant cap al sud-oest

## Geografia

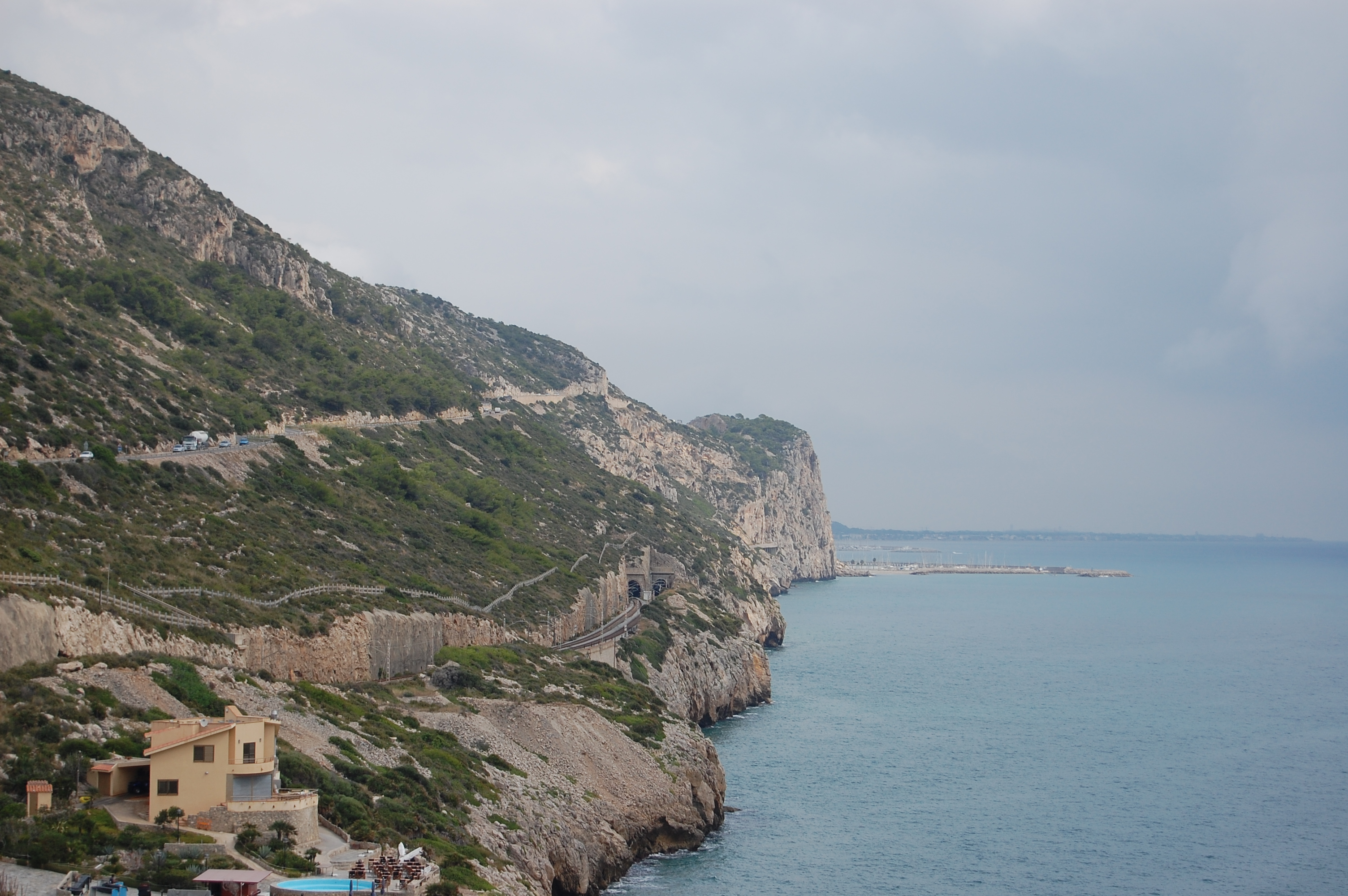
Costa del massís de Garraf

La part oriental del massís és formada per una banda contínua de gresos i conglomerats vermells que origina una façana acinglerada, des del castell d'Eramprunyà fins a Cervelló. Aquests materials, daten del Triàsic inferior. La major part del massís, però, és integrada per calcàries i dolomites del Triàsic mitjà i del Cretaci, que donen lloc a uns relleus tabulars esglaonats.
La línia litoral es caracteritza pels espadats estesos de manera quasi contínua des de l'oest de Castelldefels fins a Sitges, interromputs per petites cales.
El massís constitueix una de les zones càrstiques més importants de Catalunya, recollint les formes típiques de la morfologia càrstica fòssil i un sistema de carst actiu profund que confereixen al massís un aspecte abrupte. En total s'han comptabilitzat vora 400 cavitats subterrànies. Entre les nombroses coves i avencs cal mencionar La Falconera, una vasta cova amb un llac subterrani de grans dimensions, ara malauradament contaminat.

## Medi físic
Geològicament forma una unitat de relleu constituïda predominantment per materials calcaris (unitat càrstica), amb l'única excepció de l'extrem més oriental (castell d'Eramprunyà), on dominen els materials silicis. L'aparell càrstic que el forma és de primer ordre i té característiques úniques de Catalunya. El relleu és el resultat d'un modelat mixt d'erosió normal i de carst on intervenen formes fluvials ordinàries i formes càrstiques, tant superficials (rasclers, dolines, camps de lapiaz) com subterrànies (coves, avencs). La surgència càrstica dona formacions importants com la Falconera. Aquesta situació determina un relleu trencat amb una forta heterogeneïtat al terreny. El cromatisme i formes de relleu particulars del massís donen al territori l'especial interès paisatgístic amb sistemes naturals de gran valor.

## Orografia
Els cims més alts dins i al voltant del massís de Garraf són:
- Puig d'Agulles (653 m),[4] a les serres d'Ordal dins el massís de Garraf.[5]
- Creu de l'Aragall (549 m), del municipi de Corbera de Llobregat.[6]
- Puig de la Mola (535 m).[7]
- El Montau (658 m), situat entre els municipis d'Olesa de Bonesvalls (Alt Penedès) i de Begues (Baix Llobregat).[8]
- Turó de Montcau (643 m), Alt Penedès.[9]
- El Montgròs (358 m), contrafort sud-occidental del massís.[10]
- Montpedrós[11]
- Montpedrós (Santa Coloma de Cervelló) (357 m),[11] on es trobava el Castell nou de Cervelló, al (Baix Llobregat).[12]
- La Morella (595 m al vèrtex geodèsic).[13]
- Puig de Rocabruna (301 m), contrafort oriental de les serres d'Ordal.[14]
- Puig Vicenç (468 m), està situat entre els municipis de Cervelló, Torrelles de Llobregat i Vallirana.[15]
- Puig Bernat (Olesa de Bonesvalls) (616 m).[16]
- L'Avenc (528 m).[17]

## Protecció
L'Espai Natural Protegit del massís de Garraf va ser incorporat al PEIN pel Decret 328/1992, pel qual s'aprovava el PEIN. Aquest Espai va ser declarat per primera vegada com a Zona d'especial protecció per a les aus (ZEPA) el 2005 i com a LIC el 1997; posteriorment va ser ampliat com a espai Natura 2000 mitjançant l'Acord del Govern 112/2006, de 5 de setembre, que va aprovar la xarxa Natura 2000, a Catalunya. Mitjançant el Pla especial es complementa el règim normatiu bàsic de protecció establert pel PEIN amb determinacions específiques per a aquest Espai. Aquest ENP forma part dels espais gestionats per la Diputació de Barcelona a través de l'Àrea de Territori i Sostenibilitat, que, entre altres tasques, gestiona els 12 espais naturals que formen la Xarxa de Parcs Naturals de la Diputació.

## Ecologia

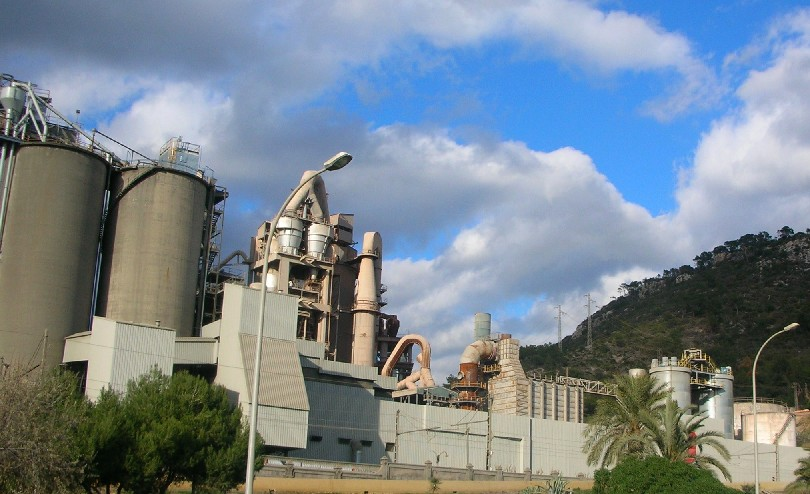
Vista parcial de la fàbrica de ciment de Vallcarca, focus de degradació d'una extensa zona al cor del massís.

Oficialment, el massís de Garraf es troba en una situació contradictòria. Per una banda, està integrat parcialment en el Parc Natural de Garraf i al Parc d'Olèrdola; però, per una altra, continua l'explotació activa de múltiples pedreres arreu del massís. Al seu vessant nord-oriental hi ha una pedrera de grans dimensions que fa la degradació del massís molt pregona des de la zona del Prat i poblacions veïnes.
La magnitud dels desastres ecològics perpetrats al massís de Garraf és tan gran que la protecció oficial ha representat poc més que un pegat fet a correcuita. Aquesta ha fet molt poc, i ha arribat massa tard, per posar remei efectiu a l'estat avançat de degradació del Garraf, car l'explotació massiva de les pedreres, com la de Vallcarca, entre d'altres, i la urbanització dels vessants dels marges, com els de la vora de Sitges i de Castelldefels, continua encara.

### Amenaces i zones degradades
Malgrat el parc natural, les principals amenaces d'aquest massís són la constant construcció d'urbanitzacions i les moltes pedreres que contribueixen a la massiva destrucció de l'hàbitat de les espècies vegetals i animals de les muntanyes. Com a conseqüència al massís de Garraf abunden les zones ecològicament degradades, moltes de les quals són de difícil rehabilitació i posen problemes de difícil resolució per al futur.
Entre aquestes zones alterades o contaminades durant períodes llargs, cal mencionar la Vall d'en Joan a on durant molts anys hi ha hagut un dels abocadors més grans d'Europa i que va estar actiu des del 1974 fins al 2006, durant 32 anys. S'estima que hi ha uns 23 milions de tones de brossa acumulats al dipòsit. I la planta de desgasificació i aprofitament energètic del biogàs que es genera a l'abocador treballarà durant 25 anys fins que es deixin d'emetre aquests gasos. L'abocador del massís de Garraf ha contaminat severament els aqüífers d'aquest massís calcari ple d'avencs.
Entre altres amenaces cal mencionar la construcció de vies de comunicació, la construcció de pilons de xarxes elèctriques, d'antenes de comunicacions, i els incendis.

### Incendis
El massís ha patit diversos incendis forestals, essent els més importants l'incendi de 1982, que es va produir quan s'estava tramitant la declaració de parc natural, i que va cremar 11.000 hectàrees, afectant al 80% del futur parc, i l'incendi de 1994, on van cremar 4.510 hectàrees, gairebé la meitat del parc natural. La vegetació n'ha resultat afectada, tot i que un 70% de les espècies principals tenen capacitat de regeneració per rebrotada.